# Padasenang
Padasenang is een bestuurslaag in het regentschap Sukabumi van de provincie West-Java, Indonesië. Padasenang telt 5320 inwoners (volkstelling 2010).